# Нимми
Нимми (англ. Nimmi), настоящее имя Наваб Бано (урду نواب بابو‎;
18 февраля 1933, Агра — 25 марта 2020, Мумбаи) — индийская актриса

, снимавшаяся в фильмах на хинди в 1950-х и начале 1960-х годов. Была одной из ведущих актрис «золотой эры» Болливуда. Приобрела популярность, играя энергичных деревенских красавиц, а также снималась в таких жанрах, как фэнтези и социальные драмы.

## Биография
Родилась в Агре 18 февраля 1933 или 1932 года, при рождении получив имя Наваб Бану. Её матерью была куртизанка-мусульманка Вахидан Бали, снявшаяся в нескольких фильмах на панджаби в 1930-х годах, а отцом — военный подрядчик Абдул Хаким. Когда ей было 11 лет, её мать скончалась, и Нимми переехала в Абботтабад, чтобы жить со своей бабушкой по материнской линии. После раздела Индии в 1947 году, когда Абботабад отошёл Пакистану, Нимми и её бабушка переехали в Бомбей. Здесь жила её тётка Джоти, которая была бывшей актрисой, и её муж Дж. М. Дуррани, в то время известный певец и композитор.
В Бомбее на съёмках фильма Andaz (1949) Мехбуба Хана, раньше работавшего с её матерью, девушка встретила Раджа Капура, который взял её на вторую женскую роль в свой фильм «Сезон дождей». Он же дал ей псевдоним Нимми. Её дебютное выступление в роли наивной пастушки, влюбленной в безрассудного городского пижона, определило её дальнейший образ в кино. Она часто играла вторую скрипку рядом с популярными актрисами своего времени и зарекомендовала себя в роли несчастной влюблённой или дерзкой деревенской красавицы.
За «Сезоном дождей» последовал Sazaa (1951) с Девом Анандом в главной роли. В том же году она снялась вместе с Дилипом Кумаром и Ашоком Кумаром в фильме Нитина Боса Deedar.
В следующем году она снова работала с Дилипом Кумаром в таких фильмах, как Daag Амии Чакраварти и амбициозном «Честь» (англ. Aan) Мехбуба Хана, в котором она сыграла деревенскую девушку Мангалу.
К тому времени её популярность была настолько велика, что в «Честь» был добавлен расширенный эпизод сна, поскольку дистрибьюторы посчитали, что её персонаж умирает слишком рано. Помимо Индии фильм был выпущен в Англии под названием «Дикая принцесса» и Франции как «Мангла, дочь Индии».
В интервью 2013 года на Rajya Sabha TV, актриса рассказала, что на лондонской премьере фильма она получила четыре предложения о съемках в Голливуде, в том числе от Сесила Б. Демилля.
Среди других её известных фильмов Uran Khatola (1955), Bhai-Bhai (1956), Kundan (1955) и Akashdeep (1965).
Она была первый выбором на главную женскую роль в фильме Sadhna (1958) Б. Р. Чопры, но отказалась играть проститутку, после чего роль досталась Виджаянтимале и принесла ей премию Filmfare.
Сама же Нимми номинировалась на Filmfare только один раз — за роль второго плана в фильме «Моя любимая» (1963).
Другим хорошим предложением от которого актриса отказалась был триллер Woh Kaun Thi? (1963).
Она также должна была сыграть главную роль в фильме Umrao Jaan О. П. Датты, но тот так и не был снят.
С появлением новых героинь в 1960-х карьера Нимми пошла на спад.
Её последней работой в кино стал Love And God К. Асифа — пересказ истории Лейлы и Маджнуна. Асиф начал проект в 1963 году, но год спустя скончался выбранный на главную мужскую роль Гуру Датт. Его заменил Санджив Кумар, но съёмки остановились из-за финансовых проблем. В итоге фильм вышел на экраны только в 1986 году, уже после смерти Асифа и Кумара, пережив несколько изменений как в актёрском составе, так и съёмочной группе.
В 1965 году Нимми оставила кино, выйдя замуж за сценариста С. Али Раза, работавшего в фильмах Mehboob Studios. Они прожили вместе вплоть до кончины Разы в 2007 году. У пары не было детей, кроме усыновлённого внучатого племянника Нимми.
Актриса скончалась в своей резиденции в Мумбаи 25 марта 2020 года в возрасте 88 лет.